# Nürburgring
De Nürburgring is een racecircuit in Nürburg, in de Duitse deelstaat Rijnland-Palts. Op 27 september 1925 werd begonnen met de aanleg van het circuit rond het dorp en het middeleeuwse kasteel Nürburg in de Eifel. De opening was in het weekend van 18 en 19 juni 1927. Het circuit heeft als bijnaam 'De Groene Hel'.
Voorheen voerde het parcours de rijders over 28,265 km. Het bestond toen uit de Nordschleife (22,835 km) en Südschleife (7,747 km), langs 173 bochten (89 linker- en 84 rechterbochten). Het circuit is destijds aangelegd als onderdeel van een werkgelegenheidsproject om de economie in de Eifel vlot te trekken. Het circuit groeide uit tot een van de beroemdste circuits ter wereld. Maar sinds de bekende Oostenrijkse Formule 1-coureur Niki Lauda er in 1976 een zware (bijna dodelijke) crash maakte, net voor de bocht Bergwerk, wordt het circuit niet meer gebruikt voor Formule 1-races.
Men bouwde in 1984 een veiliger circuit naast het oude. In 1984 en 1985 werden Formule 1-races gehouden op het circuit. Daarna werden die op Hockenheim verreden. Vanaf 1995 behoort de Grand Prix in Nürburg tot de traagste races van het seizoen. Nu is één ronde beperkt tot 5,148 km. Michael Schumacher boekte de meeste zeges op dit circuit. Ook Alain Prost, Jacques Villeneuve, Rubens Barrichello, Ralf Schumacher en Fernando Alonso wisten hier de Grote Prijs van Europa te winnen.
In 2002 is het circuit aangepast met de Mercedes-arena, een bochtencombinatie vlak na start-finish. Deze aanpassing moest het spektakelgehalte van de races verhogen, maar was vooral bedoeld om de eerste bocht te vermijden; voorheen een gevaarlijk punt bij de start van de race. Berucht is de crash van Pedro Diniz in een Sauber Petronas in 1999.
Op 29 augustus 2006 werd bekendgemaakt dat vanaf het seizoen 2007 de Grand Prix van Europa niet meer op de Nürburgring zou worden verreden. Voortaan zou op de circuits Hockenheimring en Nürburgring om de beurt de Grand Prix van Duitsland worden verreden.
De Nederlandse coureur Carel Godin de Beaufort verongelukte in 1964 op de Nürburgring tijdens de training voor de Grand Prix van Duitsland.

## Overige activiteiten
Van 1985 tot en met 2014 vond op de Nürburgring jaarlijks het rockfestival Rock am Ring plaats. Na tijdelijk niet op deze locatie geweest te zijn is dit festival sinds 2017 weer terug langs de Nürburgring. De 24 uur van de Nürburgring vindt hier ook plaats, en wel op de Nordschleife. Daarnaast kan men zelf betalend een rondje proberen op het circuit.
Ook wordt het circuit weleens gebruikt voor wielerwedstrijden: Alfredo Binda in 1927, Rudi Altig in 1966 en Gerrie Knetemann in 1978 werden op dit circuit wereldkampioen.

## Faillissement
Nadat er naast de Nürburgring winkelcentra en een pretpark waren gebouwd, kwam het circuit in financiële problemen. Op 17 juli 2012 werd het failliet verklaard. Het circuit had toen een krediet van 330 miljoen euro openstaan bij de eigen Investitions- und Strukturbank. Het had voor 13 miljoen euro vergeefs steun gevraagd bij de Europese Unie. De schuld bedroeg 287 miljoen euro en het complex had een waarde van 126 miljoen euro.
Het was de bedoeling dat de winkelcentra en het pretpark werden verkocht en dat het circuit in handen van de staat zou blijven, maar op 15 maart 2013 werd bekendgemaakt dat het circuit zou worden verkocht onder leiding van Jens Lieser. Op 12 maart 2014 werd de Nürburgring verkocht aan de Duitse Capricorn Group, een auto-onderdelenfabrikant. Capricorn betaalde 100 miljoen euro, inclusief 25 miljoen euro voor verdere ontwikkelingen en kreeg hiervoor de Nordschleife en de Nürburgring.

## Plattegronden

### circuitconfiguraties sinds 2002

Grand Prix Circuit
Sprint Circuit
Müllenbach Circuit
Gecombineerd GP Circuit zonder Mercedes-Arena
24-uurs Circuit (Gecombineerd GP Circuit met Mercedes-Arena)
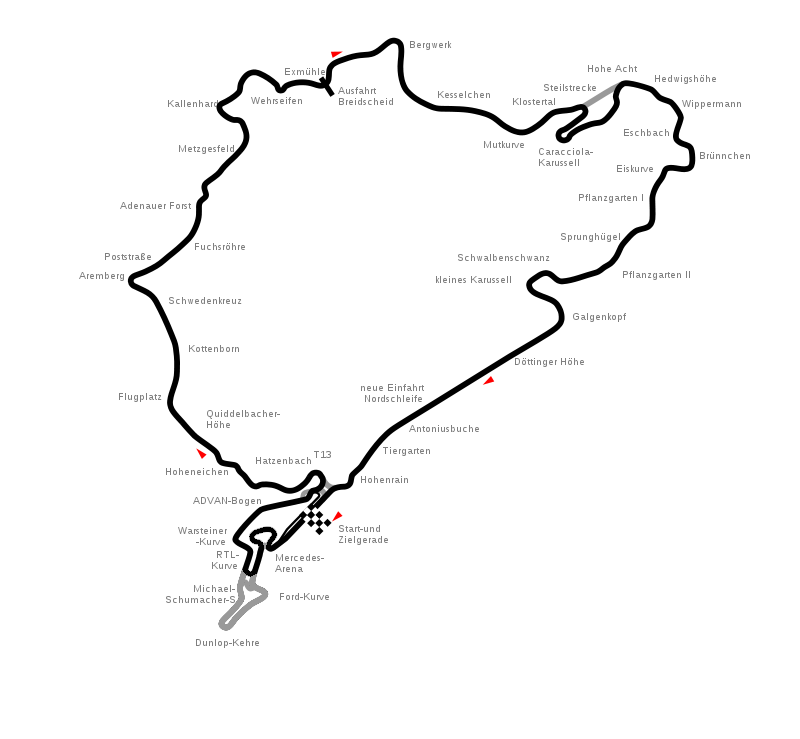
Gecombineerd Sprint Circuit met Mercedes-Arena
Nordschleife (Vanaf 1983)

### Voormalige circuitconfiguraties

Nürburgring combinatie (1927–1966)
Nürburgring Nordschleife (1927–1966)
Nürburgring Südschleife (1927–1973)
Nürburgring combinatie (1967–1973)
Nürburgring Nordschleife (1967–1982)
Nürburgring Südschleife (1973–1982)
Nürburgring Betonschleife (1927–1982)

Nürburgring GP-parcours (1984–1994)
Vergelijking Nordschleife en GP-parcours (1984–1994)
Nürburgring GP-parcours met F1 Chicane (1995–2001)
Vergelijking Nordschleife en GP-parcours (1995–2001)
Kartbaan (1995–2001)
24 uurs circuit (1984–2001)